# Polydans
Polydans — третий студийный альбом немецкого музыканта и продюсера Roosevelt (Marius Lauber), изданный 26 февраля 2021 года на студии City Slang и Greco-Roman.

## Предыстория
Музыкант Roosevelt назвал альбом Polydans своим «самым личным альбомом», поскольку в нём не было «творческих ограничений», и он «просто делал то, что делало его счастливым».

## Отзывы
| Оценки критиков | Оценки критиков |
| Источник        | Оценка          |
| --------------- | --------------- |
| MusicOMH        | [ 2 ]           |
| Pitchfork       | 6.4/10          |

Альбом получил положительные отзывы музыкальной критики и интернет-изданий. Бейли Констас из Pitchfork написал, что альбом «плавает между прославлением прошлого и мечтами о будущем, которое может не наступить», и нашёл его «почти трудно поверить, что такой сиропный альбом появился в тех же четырёх стенах изоляции, что и остальные. Таинственная глубина, которая была тенью предыдущих работ Roosevelt, кажется приукрашенной». Бен Девлин из MusicOMH сравнил альбом с Random Access Memories (2013) группы Daft Punk, поскольку он находит «эйфорический отказ среди фанковых басов, заразительных хуков и неапологетически декадентских аранжировок», заключив, что это «лёгкое путешествие по тем звукам и стилям, которые мы просто не можем получить достаточно, и его грувовое производство и гладкое написание песен хорошо ложатся на душу».

## Список композиций
| №                   | Название             | Длительность |
| ------------------- | -------------------- | ------------ |
| 1.                  | «Easy Way Out»       | 4:34         |
| 2.                  | «Strangers»          | 3:40         |
| 3.                  | «Feels Right»        | 4:34         |
| 4.                  | «Closer to My Heart» | 4:43         |
| 5.                  | «Montjuic»           | 1:34         |
| 6.                  | «Forget»             | 5:08         |
| 7.                  | «See You Again»      | 4:22         |
| 8.                  | «Lovers»             | 3:23         |
| 9.                  | «Echoes»             | 5:36         |
| 10.                 | «Sign»               | 4:18         |
| Общая длительность: | Общая длительность:  | 41:52        |

| №                   | Название                     | Длительность |
| ------------------- | ---------------------------- | ------------ |
| 11.                 | «(Feels Like) Heaven»        | 3:30         |
| 12.                 | «On My Mind» (short version) | 3:57         |
| 13.                 | «About U»                    | 5:12         |
| 14.                 | «Sign» (piano version)       | 3:49         |
| 15.                 | «Echoes» (guitar version)    | 5:29         |
| 16.                 | «Feels Right» (Spin session) | 4:14         |
| 17.                 | «Strangers» (Spin session)   | 3:40         |
| 18.                 | «Sign» (Spin session)        | 4:20         |
| Общая длительность: | Общая длительность:          | 76:03        |

## Чарты
| Чарт (2021)                     | Высшая позиция |
| ------------------------------- | -------------- |
| Германия (Offizielle Top 100)   | 23             |
| Швейцария (Schweizer Hitparade) | 35             |